# Дюсов, Леонид Леонович
Леонид Леонович Дюсов — советский хозяйственный и государственный деятель, лауреат Государственной премии СССР за выдающиеся достижения в труде.

## Биография
Родился в 1941 году в Белорусской ССР. Член КПСС.
Окончил Кричевское ПТУ-5 (1961), Минский машиностроительный техникум.
В 1961—2001 годах — токарь-расточник экспериментального цеха Минского моторного завода Министерства тракторного и сельскохозяйственного машиностроения СССР.
За большой личный вклад в повышение технического уровня автомобилей, тракторов и другой с/х техники был в составе коллектива удостоен Государственной премии СССР за выдающиеся достижения в труде 1987 года.
Народный депутат СССР (1989—1991).
Жил в Минске.

## Награды
- Орден Трудовой Славы II степени
- Орден Трудовой Славы III степени